# دانشگاه کلرادو
دانشگاه کلرادو یک مجتمع آموزشی دولتی در کلرادو است که شامل چهار بخش است که عبارتند از: دانشگاه کلرادو بولدر، دانشگاه کلرادو در دنور، دانشگاه کلرادو اسپرینگز و دانشکده پزشکی در آرورا.